# Ravvivatura delle mole

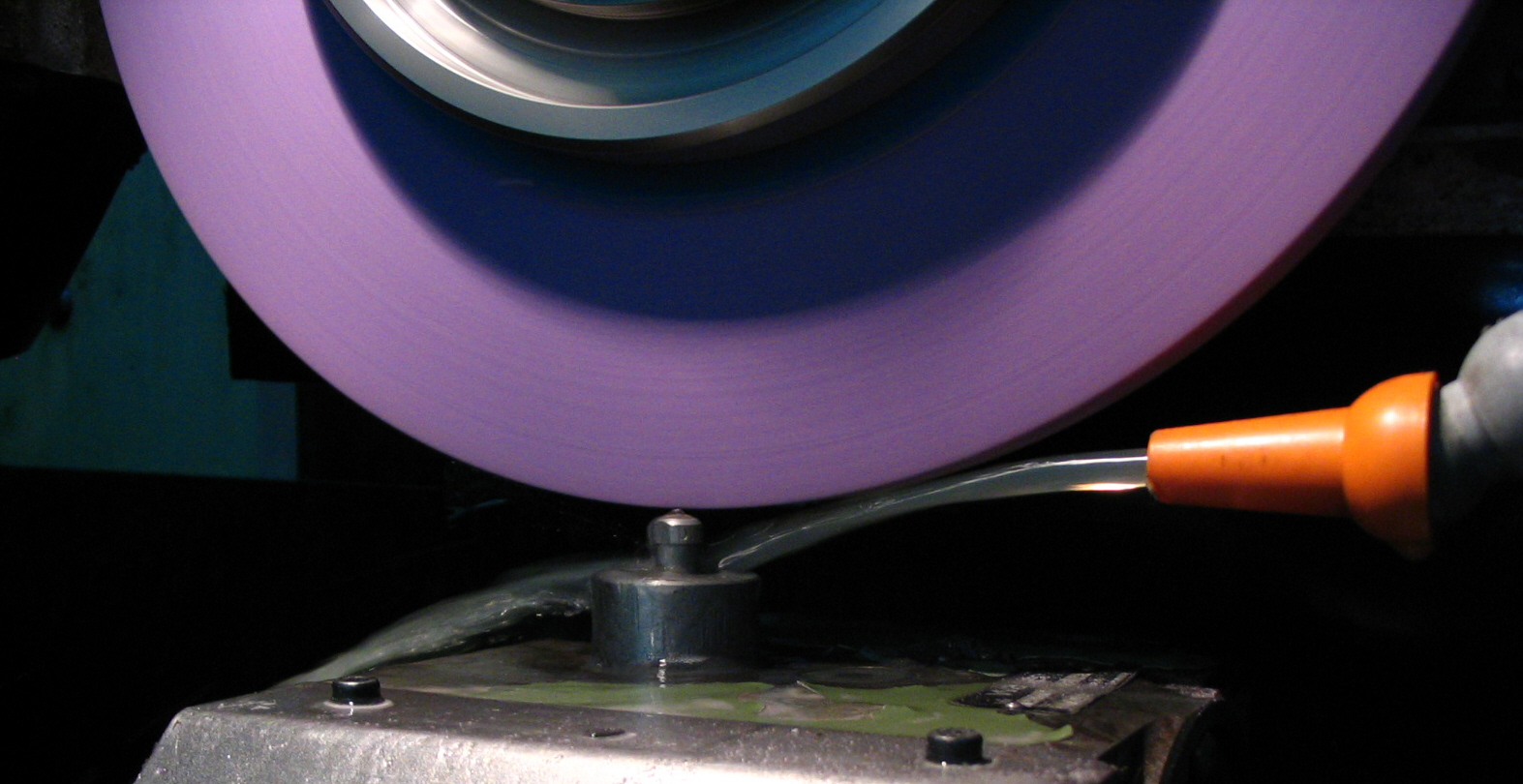
Ravvivatura delle mole

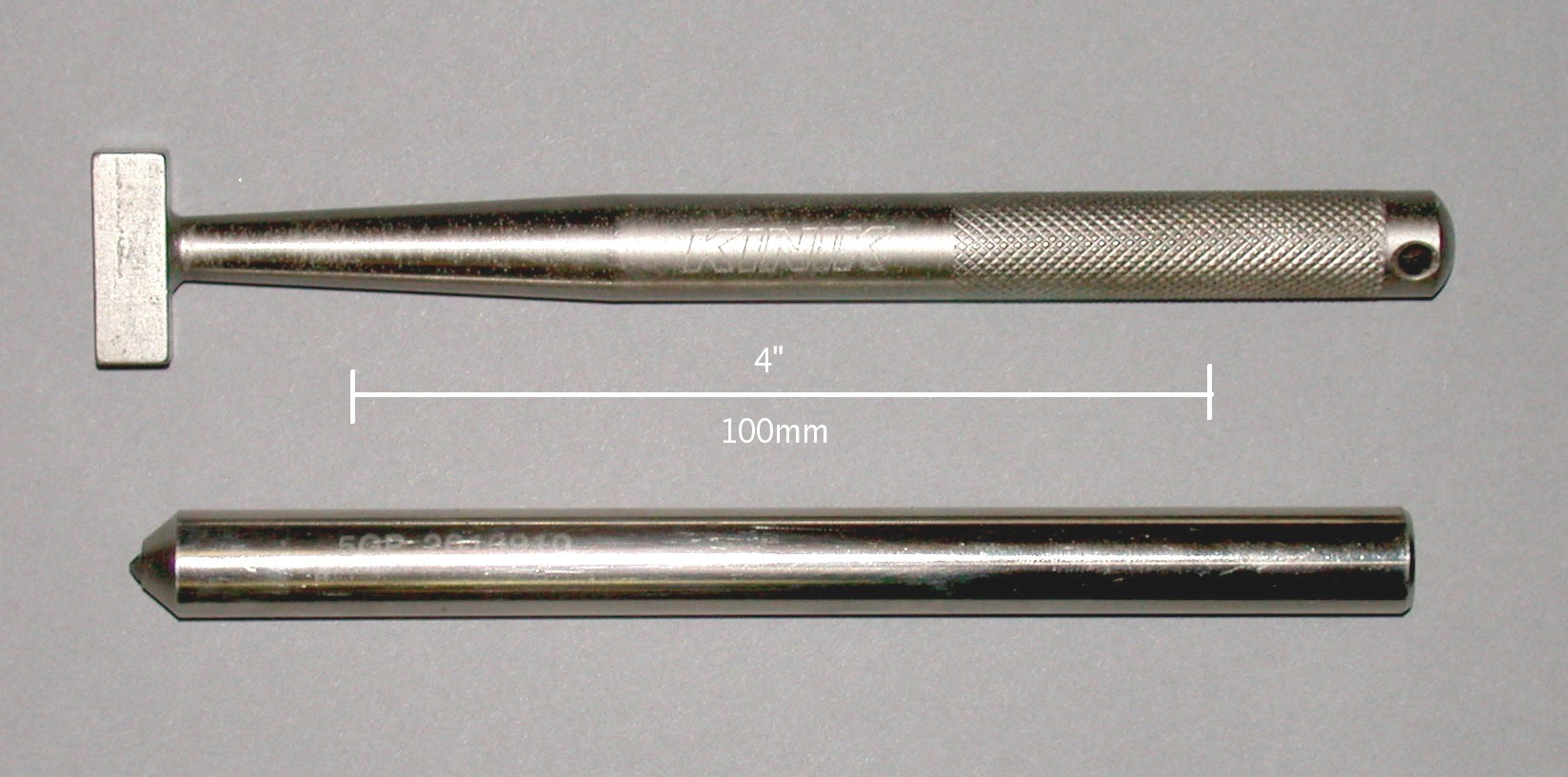
Ravvivatore di mole

La ravvivatura delle mole è un processo di rigenerazione delle mole di rettifica ed ha come scopo quello di eliminare gran parte dei grani usurati in modo tale da riuscire a riportare in superficie dei nuovi grani affilati. 
La ravvivatura diventa d'obbligo quando si ha un'eccessiva usura, per attrito, della mola che diventa anche lucida o quando la mola si impasta.  Quest'ultimo fenomeno, ovvero l'impastatura, si ha quando il truciolo che si origina dalla lavorazione va a riempire le porosità della superficie della mola; questo può dare origine a lavorazioni errate in quanto la mola perde completamente le sue proprietà e diventa inutile dato che si genera più calore per attrito danneggiando la superficie di lavorazione perdendo così la precisione dimensionale.
La ravvivatura può essere eseguita con una delle seguenti tecniche:
- Rullo di sagomatura;
- Barrette abrasive;
- Utensile ravvivatore;
- Operazioni di elettroerosione o elettrochimiche
- Gruppo di dischi in acciaio.